# 中山聯盟
中山聯盟 （英語：zhongshan uinion gumi）屬於一種跨幫派型的無結盟性質之黑道組織。聯盟成員皆是臺北市中山區林森北路一帶，各大特種行業酒店、護膚店、傳播公司的經紀人、幹部、圍事、泊車小弟。該等人之幫派背景，可能包括竹聯幫和堂、平堂、戰堂、雷堂、天龍堂、松聯幫、四海幫、牛埔幫、太陽會、文山會、同心會等11個暴力團體。2014年中山聯盟犯下震驚全國的臺北夜店殺警案後，經警方多次大力掃蕩，名存實亡。昔日盟主鄭鴻文為了東山再起，與新北市三重區、蘆洲區的張豐證綽號阿豐黑幫份子，合組「雙北結拜聯盟」重出江湖。

## 組織特性
聯盟成員所進行的暴力任務一般屬於臨時集合型的攻擊任務編組、且人員組織鬆散。較無傳統型暴力團之固定層級，及暴力運作範圍之約束指揮型任務、與規律。任務一來即臨時編組成機動性的暴力團，任務一結束則各歸囘其原屬之暴力團體、或特種行業附屬的傳統圍事暴力組織。

## 參閲
- 臺灣黑幫
- 2014年臺北夜店殺警案
- 竹聯幫和堂

## 外部連結
- 組織犯罪防制條例（页面存档备份，存于）（繁體中文）